# حياة (مسلسل 2018)
حياة (라이프) مسلسل دراما كوري جنوبي من تأليف لي سو-يون واخراج هونغ جونغ-جان. وبطولة لي دونغ-ووك وتشو سونغ-وو. عرض المسلسل يوم 23 تموز 2018 على قناة جي تي بي سي وعلى خدمة نتفليكس.

## الممثلون
- لي دونغ-ووك
- تشو سونغ-وو
- وون-جين آه
- لي كيو-هيونغ
- مون سيونغ-كون
- يو جاي-ميونغ
- مون سو-ري
- تشون هو-جين

## روابط خارجية
- حياة (مسلسل 2018) على موقع IMDb (الإنجليزية)
- حياة (مسلسل 2018) على موقع روتن توميتوز (الإنجليزية)
- حياة (مسلسل 2018) على موقع نتفليكس (الإنجليزية)
- حياة (مسلسل 2018) على موقع كينوبويسك (الروسية)
- حياة (مسلسل 2018) على موقع قاعدة بيانات الفيلم (الإنجليزية)